# 街山みほ
街山 みほ (まちやま みほ、1998年6月23日 - ）は、日本のタレント、YouTuber、 TikToker 、アーティスト、女優、グラビアアイドル、ヌードモデル。かつて、Be SAINT.（旧名：VOLD PROMOTION）に所属していた。

## 略歴
慶應義塾大学在学中、2019年8月2日発売の『FRIDAY 2019年8月16日号』（講談社）にて篠山紀信の撮影によるグラビアでデビュー。
2021年3月、ヘアヌード写真集を刊行。同年10月25日、M2U名義で音楽フェスに出演。
2022年7月1日公開の「マヨナカキネマ」第1弾『ヘタな二人の恋の話』にて映画初主演。
2023年3月31日、事務所退所をYouTubeにて報告。
同年8月4日発売の写真集『Phantom』をもってグラビア活動から卒業。
2024年6月1日　自身のYouTubeチャンネルにてグラビア活動復活を発表。また、6月下旬からクラウドファンディングによる資金調達を行いリターン限定写真集「MAKUAKE」制作を発表。

## 人物
東京都出身。
趣味は人と話すこと・料理・食べること、特技は料理（和食）。
YouTubeを担当するマネージャーが過激な発言と表題を度々投稿した為、アダルトビデオデビューの誤情報が流布される。2020年に本人がYouTubeにて完全否定した。

## 作品

### 写真集
- Scarlet（2021年3月10日、講談社、撮影:西田幸樹）ISBN 978-4-06-522909-5
- Eden（2022年2月25日、講談社、撮影:西田幸樹）ISBN 978-4-06-527159-9
- Phantom（2023年8月4日、講談社、撮影:西田幸樹）ISBN 978-4065328781[15]
- クラウドファンディング　リターン限定写真集「MAKUAKE」（2025年2月お届け予定）

### デジタル写真集
- FRIDAYデジタル写真集 現役慶應大学生美女（講談社）
  - 深窓（2019年10月3日、撮影:篠山紀信）
  - 秘宿（2020年9月4日、撮影:西田幸樹）
  - 潮騒（2020年9月18日、撮影:西田幸樹）
  - 秘宿/潮騒 120カット完全版（2020年9月18日、撮影:西田幸樹）
- idolpost 煌めく紺碧の Extra edition 294Photos（2021年5月25日、ラインコミュニケーションズ）
- FRIDAYデジタル写真集 Scarlet スペシャルEdition Vol.1 / Vol.2（2021年4月23日、講談社、撮影：西田幸樹）
- FRIDAYデジタル写真集 Scarlet MAX Edition 150ページ完全版（2021年4月23日、講談社、撮影：西田幸樹）
- FRIDAYデジタル写真集 Eden オール未公開スペシャルEdition Vol.1 / Vol.2 / Vol.3（2022年6月1日、講談社、撮影：西田幸樹）
- FRIDAYデジタル写真集 Eden オール未公開スペシャルEdition vol.4 120カット超完全版（2022年6月3日、講談社、撮影：西田幸樹）
- クラウドファンディング　リターン限定写真集「MAKUAKE」上下巻（2025年2月お届け予定）

### 映像作品
- First Lover（2020年2月22日、ラインコミュニケーションズ）[16]

## 出演

### テレビドラマ
- サイレント・ヴォイス 行動心理捜査官・楯岡絵麻 Season2 第5話（2020年5月9日、BSテレ東） - 神崎香花 役

### 映画
- ヘタな二人の恋の話（2022年7月1日、キングレコード） - 綾子 役[17]

### ウェブバラエティ
- 聖ファレノ女学院（2022年8月30日‐、FALENO Official Channel/YouTube）街ブラ企画、グラドル女学院生徒

### イベント
- 押忍フェスDAY2（2021年10月25日、大阪・心斎橋BIGCAT）[6]